# 13 Assassins
Pour l’article homonyme, voir Les 13 Assassins.
Pour plus de détails, voir Fiche technique et Distribution.
13 Assassins (十三人の刺客, Jūsannin no shikaku) est un film japonais réalisé par Takashi Miike, sorti au Japon le 25 septembre 2010 et en France le 20 mars 2012 en direct-to-video.
Le film est un remake des Treize Tueurs d'Eiichi Kudo, film en noir et blanc sorti en 1963. Il est présenté en compétition dans le cadre de la 67e Mostra de Venise en 2010.

## Synopsis
Durant la période Edo, en l'an 1844, le shogunat Tokugawa est en déclin et le seigneur Matsudaira Naritsugu d'Akashi, personnage sadique, viole, torture, mutile et assassine à volonté les nobles et les roturiers. Il est protégé car le Shōgun est son demi-frère,. Le ministre de la Justice du Shōgun,  Doi Toshitsura, se rend compte que lorsque Naritsugu accède au conseil du shogunat, une guerre civile éclatera entre le shogun et les nombreux seigneurs féodaux que Naritsugu a offensé. Ensuite, le seigneur féodal du clan Mamiya commet publiquement le seppuku pour protester contre le refus du Shōgun de punir Naritsugu, qui a personnellement assassiné toute la famille de ce seigneur féodal. Alors que le Shōgun insiste toujours sur la promotion de Naritsugu, Doi cherche un samouraï plus âgé de confiance, Shimada Shinzaemon, qui a servi sous l'ancien shogun, et l'engage secrètement pour assassiner Naritsugu. Cependant, les fidèles serviteurs de Naritsugu dirigés par Hanbei, un ancien rival de Shinzaemon, apprennent le complot en espionnant Doi.
Shinzaemon rassemble onze samouraïs de confiance, dont le neveu de Shinzaemon, Shinrokurō, qui prévoient ensemble de tendre une embuscade à Naritsugu lors de son voyage officiel d'Edo à ses terres à Akashi. Juste avant leur départ, Hanbei arrive et prévient son ancien collègue qu'il subira de graves conséquences s'il essaie de tuer Naritsugu.
Le groupe, avec l'autorité légale et l'aide financière de Doi, achète l'aide de la ville d'
Ochiai afin de créer un piège. Ils font également appel à Makino, un seigneur féodal dont la belle-fille a été violée et le fils assassiné par Naritsugu. Avec des troupes, Makino bloque l'autoroute officielle, forçant Naritsugu à se diriger vers le piège ; Makino s'éventre alors pour cacher sa propre implication dans le complot. Au cours du voyage des assassins vers la ville, ils sont attaqués par des rōnin qui ont été payés par Hanbei pour tuer les comploteurs. Le groupe décide de traverser les montagnes mais finit par se perdre. Dans le processus, ils rencontrent un chasseur nommé Kiga Koyata qui devient leur guide et plus tard le treizième assassin,. Finalement ce sont donc treize hommes (samouraïs, ronin, paysans) qui se réunissent pour tuer le demi-frère psychopathe du Shōgun.
La ville est transformée en un labyrinthe élaboré de pièges et de fortifications camouflées,. Lorsque Naritsugu et sa suite arrivent, leur nombre a été augmenté par des troupes supplémentaires. Les 13 assassins n'affrontent plus 70 hommes d'armes; maintenant, ils se trouvent face à au moins 200 hommes. Une longue bataille s'ensuit, avec Naritsugu et ses gardes piégés à l'intérieur du village et attaqués de tous côtés par des flèches, des explosifs, des couteaux et des épées - à l'exception de Koyata, qui se bat avec des pierres en fronde et avec des bâtons. Au milieu du carnage, le sadique Naritsugu est réveillé par l'effusion de sang de la bataille. Il dit à Hanbei que lorsqu'il montera au conseil du Shōgun, il ramènera les guerres de la période Sengoku.
Les assassins sont tués un par un, mais pas avant d'avoir tué presque toutes les forces d'Akashi. Finalement, Naritsugu et Hanbei, avec deux serviteurs, sont les derniers survivants du groupe de Naritsugu et sont confrontés à Shinzaemon et Shinrokurō. Après que Shinzaemon ait tué Hanbei, Naritsugu repousse la tête de son fidèle serviteur, insultant le samouraï qui a donné sa vie pour lui. Avec mépris, il annonce que le peuple et les samouraïs n'ont qu'un seul but : servir leurs seigneurs. Shinzaemon réplique en disant à Naritsugu que les seigneurs ne peuvent pas vivre sans le soutien du peuple et que, si un seigneur abuse de son pouvoir, le peuple se soulèvera toujours contre lui. Naritsugu et Shinzaemon se blessent mortellement. Pleurant, rampant dans la boue et éprouvant de la peur et de la douleur pour la première fois, le seigneur remercie Shinzaemon de lui avoir montré son enthousiasme. Shinzaemon le décapite alors.
Shinrokurō erre à travers le carnage et rencontre le chasseur Koyata qui, ayant subi une blessure mortelle plus tôt, court vers lui avec une vigueur caractéristique, indemne. Ils se séparent de la ville après avoir brièvement discuté de la façon dont ils ont l'intention de vivre leur vie à partir de ce moment-là. Un épilogue déclare que le shogun et son gouvernement ont dissimulé ce qui s'est réellement passé, annonçant que Naritsugu est mort de maladie sur le chemin du retour vers ses terres. Vingt-trois ans plus tard, le shogunat Tokugawa sera renversé pendant la Restauration Meiji.

## Fiche technique
- Titre : 13 Assassins
- Titre original : 十三人の刺客 (Jūsannin no shikaku?)
- Réalisation : Takashi Miike

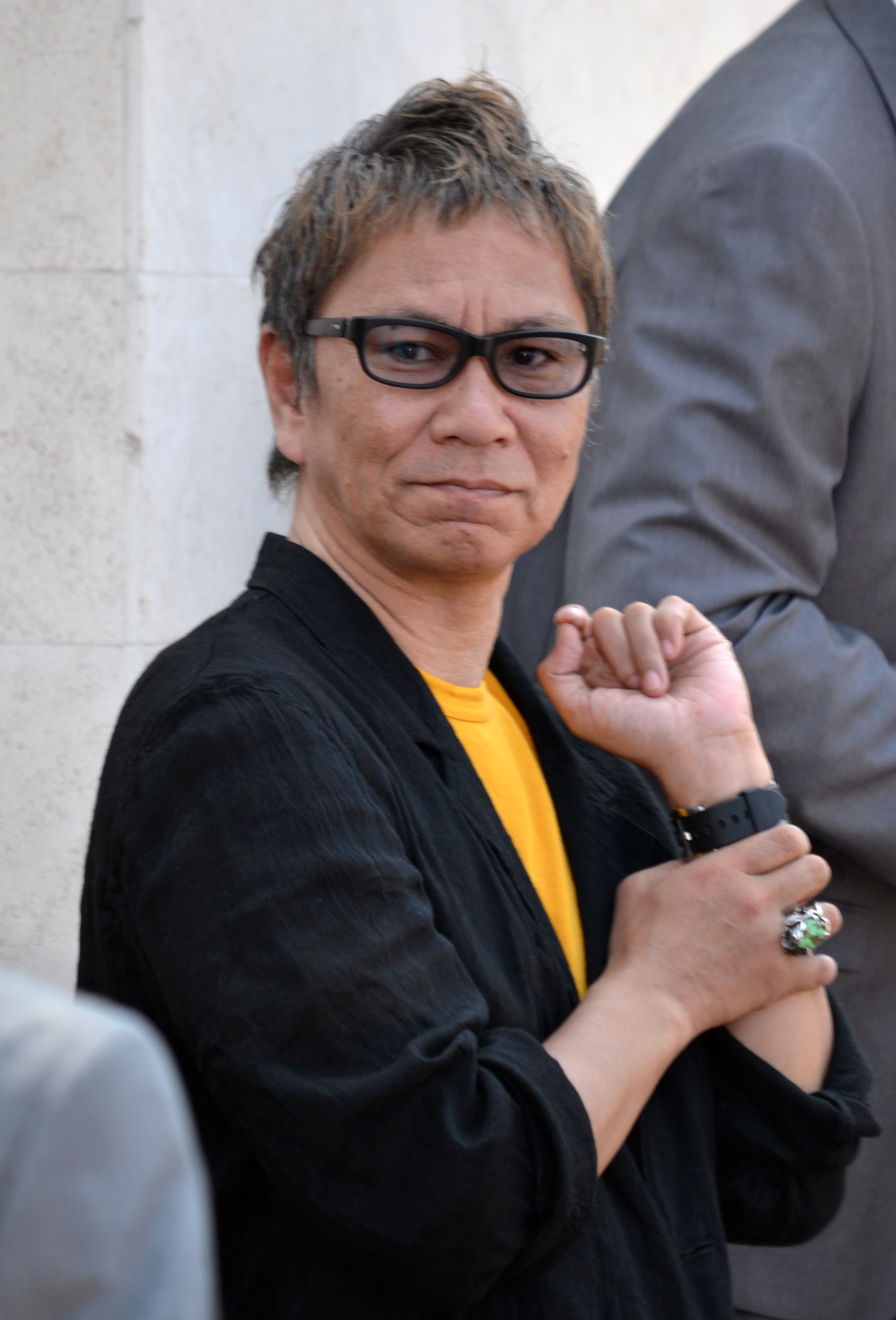
Takashi Miike

- Scénario : Daisuke Tengan (ja), d'après le scénario original de Shōichirō Ikemiya
- Musique : Kōji Endō
- Photographie : Kita Nobuyasu (ja)
- Décors : Yūji Hayashida (ja)
- Montage : Kenji Yamashita (ja)
- Lumières : Yoshimi Watabe
- Son : Jun Nakamura
- Production : Toshiaki Nakazawa, Jeremy Thomas, Takashi Hirajō
- Pays de production :  Japon
- Langue originale : japonais
- Format : couleur — 2,35:1 — 35 mm
- Genre : chanbara, action
- Durées :
  - 141 minutes[11]
  - 126 minutes (version internationale)[12]
- Dates de sortie : 
  - Japon : 25 septembre 2010[11]
  - France : 20 mars 2012 (sortie en DVD)[13]

## Distribution
- Kōji Yakusho (V.F. : Patrick Poivey ; V.Q. : Marc Bellier) : Shimada Shinzaemon
- Hiroki Matsukata (V.F. : Bernard Métraux ; V.Q. : Yves Corbeil) : Kuranaga Saheita
- Sōsuke Takaoka (V.F. : Jean-Rémi Tichit) : Hioki Yasokichi
- Seiji Rokkaku : Ōtake Mosuke
- Kōen Kondō : Horii Yahachi
- Yūma Ishigaki (V.Q. : Nicholas Savard L'Herbier) : Higuchi Gennai
- Ikki Sawamura (V.F. ; Guillaume Lebon ; V.Q. : Gilbert Lachance) : Mitsuhashi Gunjirō
- Tsuyoshi Ihara (V.F. : Bruno Choel) : Hirayama Kujūrō
- Masataka Kubota (V.F. : Brice Ournac) : Ogura Shōujirō
- Takayuki Yamada (V.F. : Damien Ferrette ; V.Q. : Xavier Dolan) : Shinrokuro Shimada
- Kazuki Namioka : Ishizuka Rihei
- Megumi Kagurazaka : Otake[14]
- Arata Furuta (V.F. : Jean-François Aupied ; V.Q. : Jacques Lavallée) : Sahara Heizo
- Yūsuke Iseya (V.F. : Alexis Tomassian ; V.Q. : Hugolin Chevrette) : Kiga Koyata
- Ken Mitsuishi (V.F. : Gérard Darier ; V.Q. : François Trudel) : Judayu Asakawa
- Mikijirō Hira (V.F. : Patrick Messe ; V.Q. : Pierre Lebeau) : Sir Doi
- Gorō Inagaki (V.F. : Damien Witecka ; V.Q. : François Godin) : Lord Naritsugu Matsudaira
- Masachika Ichimura (V.F. : Michel Papineschi ; V.Q. : Denis Mercier) : Hanbei Kito

Source et légende : Version française (V.F.) selon le carton de doublage du DVD Zone 2, Version québécoise (V.Q.) sur Doublage Québec.

## Production
Le film 13 Assassins a été produit par la société de cinéma de Toshiaki Nakazawa, Sedic International, et celle de Jeremy Thomas, la société Recorded Picture Company. Nakazawa avait déjà travaillé en 1998 avec le réalisateur Takashi Miike sur The Bird People in China et Andromedia, Yakuza Demon (2003) et Sukiyaki Western Django (2007). Au début de la production, Thomas a déclaré qu'il était heureux de travailler à nouveau avec « de merveilleux cinéastes japonais comme Toshiaki Nakazawa et Takashi Miike, dont le travail parle de lui-même comme étant parmi les plus réussis et les plus innovants en provenance du Japon ». Nakazawa a répondu qu'il aimerait que Thomas « porte aussi une épée, et avec un assassin de plus, ensemble nous enverrons les quatorze assassins là-bas ». De son approche dans la réalisation du film, Miike a déclaré : 

« J'ai senti que nous tous qui travaillions sur notre remake de 13 Assassins devions honorer le réalisateur original, Eiichi Kudo, et tous ceux qui ont créé l'original. Il était important d'éviter de faire ce que font la plupart des chanbara des temps modernes, c'est-à-dire insérer une histoire d'amour ou intercaler les mentalités modernes. Au fil des ans, les gens ont refait les films de Kurosawa, mais ont échoué à chaque fois parce qu'ils n'ont pas été en mesure d'adapter l'histoire en quelque chose que le jeune public peut comprendre. »

Miike Takashi a été fan du jeu d'acteur de Kōji Yakusho, aussi il s'est donné comme priorité de recruter cet acteur pour le rôle principal. Il a aussi désiré entouré Yakusho avec des acteurs plus jeunes pour incarner les assassins, en particulier Sousuke Takaoka et Takayuki Yamada, avec qui Miike avait travaillé dans ses deux films, Crows Zero (2007) et sa suite Crows Zero II (2009). Daisuke Tengan, le scénariste du film était aussi connu de Takashi puisqu'il avait également écrit le scénario d'un de ses précédents films Audition (film).

Le film est entré en production sur une période de deux mois. La photographie principale a commencé en juillet 2009 sur un grand plateau en plein air à Tsuruoka dans la Préfecture de Yamagata au nord du Japon. Le tournage des scènes d'action a duré environ trois semaines et a rencontré des difficultés mineures liées aux conditions météorologiques. Miike s'était éloigné de l'utilisation de CGI dans le film ainsi que de la planification des scènes via le storyboard, insistant pour tourner les scènes tout de suite. Dans une autre interview, Miike Takashi a déclaré que certains CGI ont été utilisés, bien que minimes. Plus de la moitié des treize acteurs jouant les assassins auraient été inexpérimentés dans le combat à l'épée et l'équitation, et Miike voulait qu'ils soient exactement cela, expliquant : 

« Si les acteurs avaient été qualifiés dès le début, et avaient été dans plusieurs samouraïs films avant, la façon dont ils abordaient l'action aurait été différente; ils auraient probablement fini par être quelque chose qu'ils faisaient pour paraître bien ou beaux, ou pour tomber dans les pièges de la forme stéréotypée qu'ils avaient. »

 Le tournage s'est terminé début septembre 2009.

## Autour du film
Remake du film Les Treize Tueurs d'Eiichi Kudo, le film de Miike Takashi a lui aussi connu des remakes. Un roman basé sur le scénario du film de Takashi est sorti en 2010.

## Distinctions

### Récompenses
- Japan Academy Prize 2011 : prix de la meilleure photographie pour Kita Nobuyasu (ja), des meilleurs décors pour Yūji Hayashida (ja), de la meilleure lumière pour Yoshimi Watabe et du meilleur son pour Jun Nakamura[23]
- Prix du film Mainichi 2011 : prix du meilleur réalisateur pour Takashi Miike, du meilleur acteur dans un second rôle pour Gorō Inagaki et du meilleur son pour Jun Nakamura[24]
- Nikkan Sports Film Awards 2010 : prix du meilleur réalisateur pour Takashi Miike, du meilleur acteur dans un second rôle pour Gorō Inagaki[25]
- National Board of Review 2011 : le film est classé en tête du classement des cinq meilleurs films en langue étrangère[26]
- Las Vegas Film Critics Society Awards 2011 : prix du meilleur film étranger[27]
- St. Louis Film Critics Association Awards 2011 : prix de meilleur film en langue étrangère

### Nominations
- Mostra de Venise 2010 : sélection officielle[12]
- Japan Academy Prize 2011 : prix du meilleur film et du meilleur réalisateur pour Takashi Miike, du meilleur scénario pour Daisuke Tengan (ja), du meilleur acteur pour Kōji Yakusho, de la meilleure musique de film pour Kōji Endō ainsi que du meilleur montage pour Kenji Yamashita (ja)[23]